# Pygménäbbmöss
Pygménäbbmöss (Cryptotis) är ett släkte näbbmöss med många arter som lever i Amerika.
Det vetenskapliga släktnamnet är sammansatt av de gammalgrekiska orden kryptos (gömd) och otos (öra).

## Kännetecken
Som namnet antyder är arterna små. De når en kroppslängd mellan 5 och 10 cm och därtill kommer en 1 till 4 cm lång svans. Vikten ligger endast mellan 4 och 7 gram. Pälsen har på ovansidan en brun- till svartaktig färg och är på buken något ljusare. Öronen är små och nästan helt gömd i pälsen, även ögonen är små.

## Utbredning och habitat
Utbredningsområdet sträcker sig från sydöstra Kanada över östra USA och Centralamerika till norra Sydamerika (Colombia, Ecuador, norra Peru, Venezuela). Pygménäbbmöss är på så sätt det enda näbbmussläktet och även det enda släkte av ordningen äkta insektsätare som förekommer i Sydamerika. De flesta arterna lever i Centralamerika. I Kanada och USA finns bara en enda art, Cryptotis parva. Flera arter har ett mycket begränsad utbredningsområde. Cryptotis nelsoni förekommer till exempel bara på sluttningarna av en vulkan i södra Mexiko, mellan 1894 och 2004 iakttogs inga individer av arten.
Som habitat föredras skogar, vissa arter som C. parva lever även på gräsmarker.

## Levnadssätt
Pygménäbbmöss kan vara aktiva på dagen eller på natten. I motsats till andra näbbmöss som vanligen lever ensamma bildar pygménäbbmöss grupper med ett socialt beteende. I alla fall hos arten Cryptotis parva, som även är den bäst utforskade, bygger individerna bon där de lever tillsammans. Som bo används självgrävda eller upphittade underjordiska tunnlar, bergssprickor eller håligheter i träd. Den egentliga kammaren är nästan klotformig och polstras med torra blad eller grässtrån.
Födan utgörs främst av insekter men även av andra ryggradslösa djur samt av små groddjur, ödlor och as.
Fortplantningssättet är bara känt för Cryptotis parva. Honor av denna art är 21 till 22 dagar dräktiga och sedan föds upp till 5 ungar. Efter cirka 20 dagar slutar honan att ge di och efter 30 till 36 dagar är ungdjuren könsmogna.

## Hot
Det största hotet är habitatförlust och fragmenteringen av levnadsområdet. Åtta arter listas av IUCN som sårbar, starkt hotad eller akut hotad. Ytterligare 7 arter listas med kunskapsbrist.

## Systematik
Antalet arter i släktet är inte helt klarlagd. Äldre taxonomiska avhandlingar skiljer mellan 12 och 18 arter medan nyare verk listar upp till 30 arter. Den följande listan är enligt Wilson & Reeder (2005):
- Cryptotis alticola
- Cryptotis brachyonyx
- Cryptotis colombiana
- Cryptotis endersi
- Cryptotis equatoris
- Cryptotis goldmani
- Cryptotis goodwini
- Cryptotis gracilis
- Cryptotis griseoventris
- Cryptotis hondurensis
- Cryptotis magna
- Cryptotis mayensis
- Cryptotis medellinia
- Cryptotis mera
- Cryptotis meridensis
- Cryptotis merriami
- Cryptotis mexicana
- Cryptotis montivaga
- Cryptotis nelsoni
- Cryptotis nigrescens
- Cryptotis obscura
- Cryptotis orophila
- Cryptotis parva
- Cryptotis peregrina
- Cryptotis peruviensis
- Cryptotis phillipsii
- Cryptotis squamipes
- Cryptotis tamensis
- Cryptotis thomasi
- Cryptotis tropicalis